# Ihil Șraibman
Ihil Ițic Șraibman (n. 12 martie 1913, Vadul-Rașcov, raionul Șoldănești, Republica Moldova – d. 9 decembrie 2005, Chișinău, Republica Moldova) a fost un scriitor român și sovietic de limbă idiș.

## Copilărie și studii
S-a născut la 12 martie 1913 în Vadul-Rașcov, un sat de pe malul Nistrului la nordul Moldovei, în familia unui mic negustor. De la vârsta de patru ani a frecventat heder (1917-1920), iar de la șapte Talmud Tora⁠(d) și școala primară românească (1920-1924). Mai târziu (1924-1930), a învățat acasă sau la dascăli particulari. A început să muncească din adolescență: cânta în corul sinagogii, era ucenic de ceasornicar și învăța alți copii. La 16-17 ani a intrat la seminarul evreiesc din Cernăuți, Bucovina (1930-1932).

## Carieră

### Primii ani
La Cernăuți s-a familiarizat cu cultura idiș și, în același timp, a dobândit simpatii pentru ideile de stânga. A participat în organizația ilegală «Красный школьник» („Școlarul roșu”), pentru care fapt a fost arestat. După ieșirea din închisoare, s-a mutat la București, unde a trăit din 1932 până în 1940. Aici a lucrat ca sufleor la diferite trupe teatrale evreiești.
Debutul literar l-a avut în 1936, când a publicat în ziarul varșovian „Volkszeitung” și în cel newyorkez „Signal”. În 1939, Șraibman a publicat în București prima sa carte: Mayne Heftn („Caietul meu”). Până în anul 1940 a publicat cu regularitate în revistele Șoibn (Varșovia) și Indel (București), în săptămânalele Forois și Literarishe Bleter (Varșovia) și în alte ziare și reviste din New York, Montevideo etc.
După revenirea la Chișinău, către 1940 oraș sovietic, Șraibman a lucrat puțin timp ca scenarist în Teatrul evreiesc. În acel an, el și Moisei Altman, ambii scriitori în idiș, au fost printre primii scriitori basarabeni incluși în Uniunea Scriitorilor din URSS.

### Anii de război
În timpul celui de-al doilea război mondial, Șraibman s-a refugiat cu soția în Uzbekistan, unde a practicat agricultura împreună cu alți refugiați. În timp ce locuia în sătucul Savat, a scris câteva nuvele incluse ulterior în cartea Trei veri. Una dintre acestea a fost publicată de Peretz Markish⁠(d) în almanahul „Zum Sieg” („Spre victorie”) și a fost apreciată în cercurile scriitorilor evrei din Moscova. Markish l-a invitat pe Șraibman la Moscova la o serată de creație organizată în cinstea lui, în 1945. Trei veri a fost în cele din urmă publicată în 1946 la Chișinău, unde scriitorul locuia în condiții precare.
În 1948 a început persecutarea în masă a scriitorilor de idiș din URSS, aceștia fiind blamați, urmăriți, alungați, bătuți. În acea perioadă (1950) Șraibman a fost exclus din Uniunea Scriitorilor. Situația s-a ameliorat după moartea lui Iosif Stalin, Șraibman redevenind membru al Uniunii Scriitorilor în 1953.

### Apogeul activității literare
În anii 1950, Șraibman a editat la Chișinău două cărți cu nuvele în română: Ulița noastră și Povestiri. Cea din urmă a fost publicată la scurt timp și la Moscova, în rusă. În 1955, a publicat o culegere de traduceri în română (moldovenească) intitulată Ulița noastră, iar în 1957 culegerea Povestiri.
În 1961 scriitorul a început să colaboreze la ziarul sovietic Sovetish heymland⁠(d) („Patria sovietică”), izbutind să includă câteva miniaturi în primul număr al ziarului. În cei 30 de ani de existență a ziarului, Șraibman a publicat în el trei romane („La șaptesprezece ani”, „Mai departe...”, „Șapte ani și șapte luni”), zeci de povestiri, multe eseuri și miniaturi. Ultimii 15 ani ai ziarului a fost membru al comitetului de redacție.
La editura moscovită „Scriitorul sovietic” («Советский писатель» – „Sovetski pisatel”) autorul a publicat în idiș și rusă cărțile Yorn un reges („Ani și clipe”), Vayter („Mai departe”) și In yenem zumer („Într-o zi de vară”). A publicat și la Chișinău cărți în rusă și română (moldovenească), printre care Ani și clipe (traducere de Alexandru Cosmescu), Merele Paradisului, Într-o zi de vară, Zile de ani lungi. Opera autorului a fost tipărită inclusiv în ediții periodice din Israel, Franța, Polonia, SUA, Argentina, Brazilia, Uruguay.
În 1997, editura „I. L. Peretz” din Israel a publicat o colecție de povestiri ale lui Șraibman. Ca urmare, Uniunea Scriitorilor din Israel l-a invitat în Israel, unde scriitorul s-a întâlnit cu mai mulți colegi de breaslă și cititori.
În 2000, la Chișinău a ieșit în idiș și rusă cartea Creații și iubire, iar în 2003 romanul Șapte ani și șapte luni însoțit de miniaturi. Ultimii ani de viață s-a concentrat pe scrierea de miniaturi, o antologie completă a cărora a fost publicată post-mortem în 2007.

## Moștenire
Opera lui Șraibman a fost tradusă în rusă, engleză, germană, franceză, poloneză și română.
El a fost membru al comitetului de redacție la mai multe reviste de limbă idiș – în Moscova, New York și Ierusalim. În 1991 a fondat și condus „Centrul Idiș” de pe lângă Biblioteca evreiască „Ițic Mangher” din Chișinău, filială a Bibliotecii municipale „B. P. Hasdeu”. A îndrumat tineri scriitori de limbă idiș. A participat în emisiuni de radio și televiziune despre cultura idiș.
În 2000, la teatrul „Șaliah” din Chișinău a fost pus pe scenă sceptacolul „Miniaturi biblice”, bazat pe opere ale autorului.
Ihil Șraibman a fost imortalizat în două portrete ale lui Mihai Grecu (1965), unul al lui Iacov Averbuh, unul al lui Lică Sainciuc (1989) și unul al pictorului liovian Semen Gruzberg; de asemenea, meșterul Glebus Sainciuc a confecționat o mască cu chipul scriitorului și alte diferite schițe (1967-1998).
O dată cu moartea sa, la vârsta de 92 de ani, se consideră că și-a încetat existența ramura basarabeană a literaturii în limba idiș; de asemenea, a fost numit de către colegul de breaslă M. Hazin „ultimul mare scriitor evreu din fosta Uniune Sovietică”.

## Recunoaștere
În 1997 lui Șraibman i-a fost înmânat un premiu literar în Suedia, pentru contribuția sa în literatura idiș. Au urmat un premiu literar în Israel (1998), altul în SUA (1999) și încă unul în Israel (2003). În Republica Moldova, a fost decorat cu titlul onorific „Maestru al literaturii” în 1993, cu ordinul „Gloria Muncii” în 1996 și cu medalia „Meritul Civic” în același an.

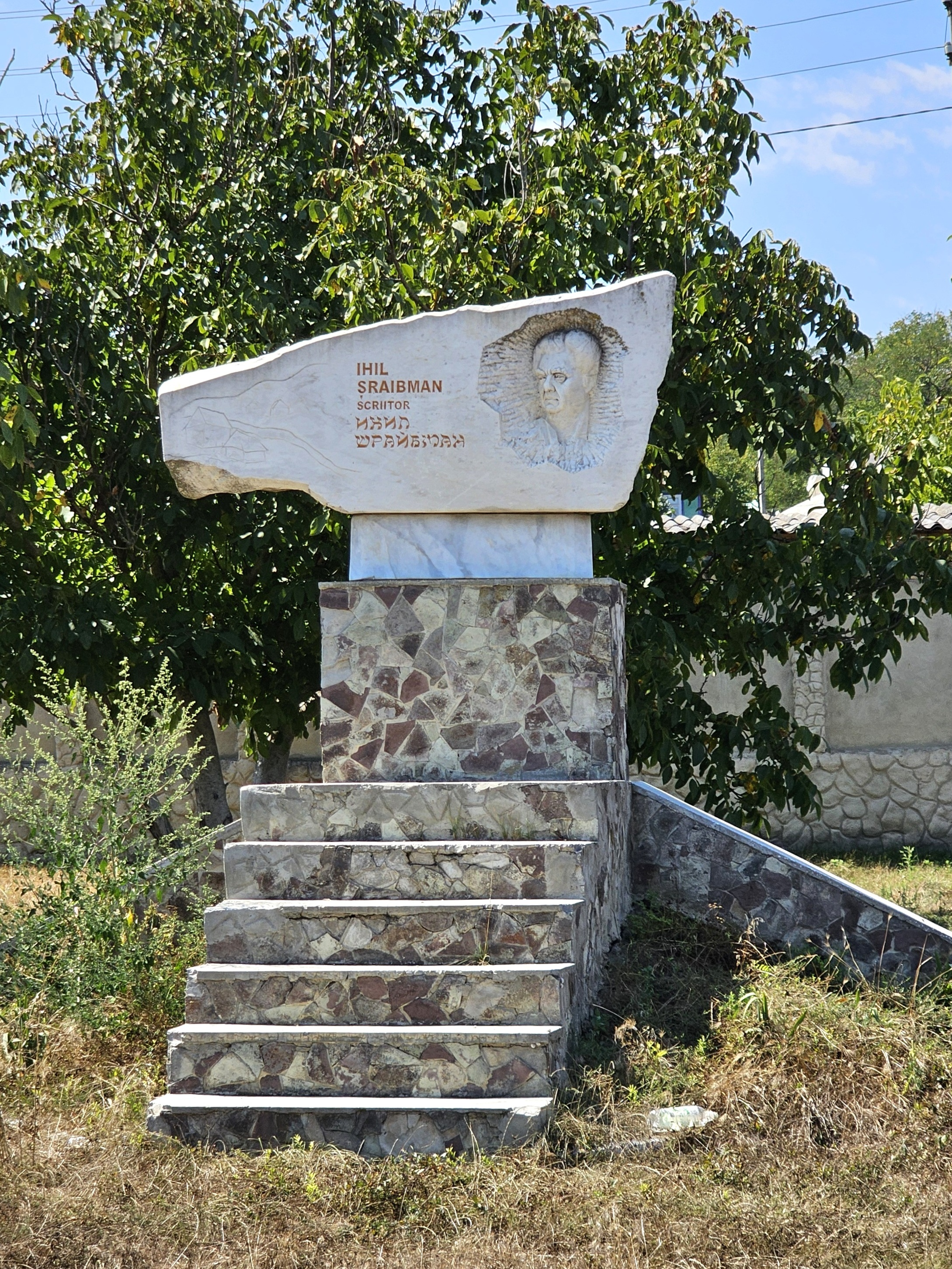
Monumentul scriitorului în satul natal, Vadul-Rașcov

La 12 martie 2006, la 93 de ani de la nașterea scriitorului, pe fațada Bibliotecii evreiești „Ițic Mangher” din Chișinău a fost dezvelită o placă memorială cu chipul său. La 18 august 2009, în satul său de baștină, Vadul-Rașcov, a fost inaugurat un monument în memoria sa; inițiativa a aparținut fiului scriitorului, Eduard Șraibman.
Comunitatea evreiască din Republica Moldova a declarat 2013 „Anul lui Ihil Șraibman”.

## Lucrări publicate (în română)
- Ulița noastră («Наша улица», povestiri). Școala sovietică: Chișinău, 1955.
- Povestiri («Повести»). Școala sovietică: Chișinău, 1957.
- Într-o zi de vară («Тем летом», povestiri). Cartea moldovenească: Chișinău, 1962.
- Merele Paradisului («Райское яблочко», povestiri și miniaturi). Cartea moldovenească: Chișinău, 1965.
- Ani și clipe («Годы и мгновения»). Cartea moldovenească: Chișinău, 1970.
- Zile de ani lungi («Дни долгих лет»: roman, povestiri, nuvele, miniaturi). Literatura artistică: Chișinău, 1983.
- Ihil Șraibman. Șapte ani și șapte luni: roman, miniaturi. Editura Cartea Moldovei: Chișinău, 2009.